# 69号美国国道
69号美国国道（英語：U.S. Route 69）是一条南北方向的美国国道。该公路连接了德克萨斯州阿瑟港和明尼苏达州弗里伯恩縣，全长1,136英里。途经大卫克洛科特国家森林。